# 샌드 랜드
《샌드 랜드》(영어: SAND LAND)는 토리야마 아키라가 그린 일본의 만화다. 주간지 《소년 점프 매거진》에 2000년 23호부터 36·37합병호까지 연재했다. 모두 14화다. 구판(2000)과 완전판(2023) 모두 슈에이사에서 출간했다. 한국어 번역은 구판(2001), 신판(2022), 완전판(2024) 모두 대원씨아이에서 출간했다. 작가가 이 만화를 그리게 된 사정은 《샌드랜드 완전판》에 자세하게 나와있다.

## 각색
선라이즈, 카미카게동화, 애니마가 공동 제작한 CGI 애니메이션 영화가 2023년 8월 18일에 개봉되었고, 애니메이션 《샌드랜드: 더 시리즈》는 2024년 3월 20일부터 5월 1일까지 디즈니+스타에서 독점 방영되었다. ILCA가 개발하고 반다이 남코 엔터테인먼트가 배급한 액션 롤플레잉 비디오 게임이 발표되었다.